# Don Buse
Donald R. Buse (Huntingburg, Indiana, 10 de agosto de 1950) es un exjugador de baloncesto estadounidense que disputó 4 temporadas en la ABA y otras 9 en la NBA. Con 1,93 metros de altura, jugaba en la posición de base. Especialista defensivo, consiguió ser elegido en 5 ocasiones en el mejor quinteto defensivo de ambas ligas. Jugó dos All-Star, en 1976 en la ABA y en 1977 en la NBA.

## Trayectoria deportiva

### Universidad
Jugó durante 3 temporadas con los Purple Aces de la Universidad de Evansville, con los que ganó el Campeonato de la NCAA División II en 1971. En sus tres temporadas anotó 1.426 puntos, con un promedio de 16,9 por partido, el noveno en la historia de la universidad. Fue elegido Jugador del Año de su conferencia en 1971 y 1972, y en el primer y tercer equipo All-American en los mismos años. En 1978 entró a formar parte del Salón de la Fama de Evansville, y en 2007 fue incluido en el mejor equipo de todos los tiempos de los Purple Aces.

### Profesional
Fue elegido en el puesto 34 de la tercera ronda del Draft de la NBA de 1972 por Phoenix Suns, y también lo fue en el draft de la ABA por los Virginia Squires, que vendieron sus derechos a Indiana Pacers, eligiendo esta última opción. Su primer año fue de adaptación, saliendo desde el banquillo, pero ayudando a su equipo con 5,4 puntos, 2,9 asistencias y 2,7 rebotes a lograr el campeonato, tras derrotar en la final a Kentucky Colonels por un apretado 4-3. En sus dos siguientes temporadas fue poco a poco ganando minutos de juego, ganando en 1975 su primer galardón individual, al ser incluido en el mejor quinteto defensivo de la liga. Pero no fue hasta la temporada 1975-76 cuando realmente despuntó, no sólo haciéndose con un puesto en el cinco inicial, sino que además fue el jugador de la liga que más minutos disputó, con 40,2 por partido. Acabó la temporada promediando 12,5 puntos, 8,2 asistencias y 4,1 robos de balón, liderando la liga en estos dos últimos aspectos y consiguiendo sendos récords de la competición, siendo incluido en el segundo mejor quinteto de la ABA y en el mejor quinteto defensivo. Además, disputó su primer All-Star Game, en el que consiguió 5 puntos y 3 asistencias.
Al año siguiente la ABA desapareció, pero los Pacers lograron una plaza para disputar la NBA. Y su primera temporada en la nueva liga fue similar a la anterior: lideró de nuevo la competición en asistencias (8,5 por partido) y robos de balón (3,5), siendo incluido en el mejor quinteto defensivo de la liga por segunda ver, la primera en la NBA. Además, disputó de nuevo el All-Star Game, el único de su carrera en la NBA, en el que consiguió 4 puntos, 5 asistencias y 2 rebotes en 19 minutos de juego.
En la temporada 1977-78 fue traspasado a Phoenix Suns, el equipo que lo eligió en el draft años atrás. Allí siguió formando parte del quinteto titular, a pesar de que sus estadísticas no fueron tan espectaculares como en años anteriores. Además, siguió siendo incluido en el mejor quinteto defensivo en las dos temporadas que permaneció en los Suns. En 1980 regresa a los Pacers, donde fue relegado como tercer base del equipo. Pero fue a partir de un partido de exhibición que el equipo disputó en el alma mater de Buse, Evansville, cuando éste ocupó el puesto de titular en detrimento de Johnny Davis, no abandonándolo ya en las dos temporadas que permaneció en los Pistons.
En la temporada 1982-83, ya con 32 años, es traspasado a Portland Trail Blazers, donde juega a la sombra de Jim Paxson, el base titular. Sólo permenacería un año, siendo traspasado a Kansas City Kings, donde disputó sus dos últimas temporadas como profesional. En el total de su carrera promedió 7,1 puntos, 4,6 asistencias y 2,0 robos de balón, siendo en la actualidad el noveno mejor recuperador de balones de la historia de ambas competiciones que disputó.

## Estadísticas de su carrera en la NBA y la ABA

### Temporada regular
| Temporada | Edad | Equipo                 | Liga  | P   | TIT | MIN  | TC  | TCA  | %TC  | 3P  | 3PA | %3P  | TL  | TLA | %TL  | R.OF. | R.DEF. | REB | ASIS | ROB | TAP | PER | FP  | PTS  |
| 1972-73   | 22   | Indiana Pacers         | ABA   | 77  |     | 19.3 | 2.1 | 4.7  | .453 | 0.1 | 0.3 | .208 | 1.1 | 1.4 | .752 | 1.2   | 1.5    | 2.7 | 2.9  |     |     | 0.9 | 1.9 | 5.4  |
| 1973-74   | 23   | Indiana Pacers         | ABA   | 77  |     | 24.4 | 2.2 | 5.5  | .398 | 0.5 | 1.4 | .336 | 0.6 | 0.9 | .686 | 1.1   | 2.2    | 3.3 | 3.4  | 1.9 | 0.3 | 1.0 | 1.4 | 5.5  |
| 1974-75   | 24   | Indiana Pacers         | ABA   | 80  |     | 29.6 | 2.7 | 6.3  | .432 | 0.5 | 1.5 | .309 | 0.6 | 0.7 | .797 | 1.1   | 2.4    | 3.4 | 4.2  | 2.1 | 0.2 | 1.2 | 1.9 | 6.5  |
| 1975-76   | 25   | Indiana Pacers         | ABA   | 84  |     | 40.2 | 4.8 | 10.6 | .451 | 0.9 | 2.5 | .346 | 2.1 | 2.6 | .814 | 1.1   | 2.8    | 3.8 | 8.2  | 4.1 | 0.4 | 1.9 | 2.3 | 12.5 |
| 1976-77   | 26   | Indiana Pacers         | NBA   | 81  |     | 36.4 | 3.3 | 7.9  | .416 |     |     |      | 1.4 | 1.8 | .786 | 0.8   | 2.5    | 3.3 | 8.5  | 3.5 | 0.2 |     | 1.6 | 8.0  |
| 1977-78   | 27   | Phoenix Suns           | NBA   | 82  |     | 31.1 | 3.5 | 7.6  | .458 |     |     |      | 1.4 | 1.7 | .824 | 0.7   | 2.3    | 3.0 | 4.8  | 2.3 | 0.2 | 1.5 | 1.8 | 8.4  |
| 1978-79   | 28   | Phoenix Suns           | NBA   | 82  |     | 31.0 | 3.5 | 7.0  | .495 |     |     |      | 0.9 | 1.1 | .769 | 0.5   | 2.1    | 2.6 | 4.3  | 1.9 | 0.2 | 1.2 | 1.8 | 7.8  |
| 1979-80   | 29   | Phoenix Suns           | NBA   | 81  |     | 30.9 | 3.2 | 7.3  | .443 | 0.2 | 1.0 | .241 | 1.0 | 1.6 | .664 | 0.9   | 2.0    | 2.9 | 4.0  | 1.6 | 0.1 | 1.1 | 1.4 | 7.7  |
| 1980-81   | 30   | Indiana Pacers         | NBA   | 58  |     | 18.9 | 2.0 | 4.9  | .397 | 0.3 | 1.0 | .328 | 0.9 | 1.1 | .769 | 0.3   | 1.1    | 1.4 | 2.4  | 1.3 | 0.1 | 0.7 | 1.1 | 5.1  |
| 1981-82   | 31   | Indiana Pacers         | NBA   | 82  | 78  | 30.8 | 3.8 | 8.4  | .455 | 0.9 | 2.3 | .386 | 1.2 | 1.5 | .813 | 0.6   | 2.2    | 2.7 | 5.0  | 2.0 | 0.3 | 1.2 | 2.1 | 9.7  |
| 1982-83   | 32   | Portland Trail Blazers | NBA   | 41  | 1   | 15.7 | 1.8 | 4.4  | .396 | 0.2 | 0.9 | .257 | 1.0 | 1.1 | .891 | 0.5   | 0.9    | 1.3 | 2.8  | 1.1 | 0.0 | 0.6 | 1.5 | 4.7  |
| 1983-84   | 33   | Kansas City Kings      | NBA   | 76  | 10  | 17.5 | 2.0 | 4.6  | .426 | 0.2 | 0.8 | .305 | 0.8 | 1.1 | .788 | 0.4   | 1.1    | 1.5 | 4.0  | 1.1 | 0.0 | 1.1 | 0.8 | 5.0  |
| 1984-85   | 34   | Kansas City Kings      | NBA   | 65  | 14  | 14.4 | 1.3 | 3.1  | .404 | 0.5 | 1.3 | .356 | 0.4 | 0.5 | .767 | 0.3   | 0.6    | 0.9 | 3.1  | 0.6 | 0.0 | 0.7 | 1.2 | 3.4  |
| Total     |      |                        | TOTAL | 966 | 103 | 27.1 | 2.9 | 6.5  | .440 | 0.4 | 1.3 | .330 | 1.0 | 1.3 | .779 | 0.8   | 1.9    | 2.7 | 4.6  | 2.0 | 0.2 | 1.1 | 1.6 | 7.1  |
|           |      |                        | NBA   | 648 | 103 | 26.3 | 2.8 | 6.4  | .442 | 0.4 | 1.3 | .333 | 1.0 | 1.3 | .780 | 0.6   | 1.8    | 2.3 | 4.5  | 1.8 | 0.1 | 1.1 | 1.5 | 6.9  |
|           |      |                        | ABA   | 318 |     | 28.6 | 3.0 | 6.8  | .437 | 0.5 | 1.5 | .327 | 1.1 | 1.4 | .777 | 1.1   | 2.2    | 3.3 | 4.7  | 2.7 | 0.3 | 1.2 | 1.9 | 7.6  |

### Playoffs
| Temporada | Edad | Equipo                 | Liga  | P  | MIN  | TCA | TC  | 3PA | 3P | TLA | TL  | R.OF. | REB | ASIS | ROB | TAP | PER | FP  | PTS | %TC  | %3P  | %FT   | MIN  | PTS  | REB | AST |
| 1972-73   | 22   | Indiana Pacers         | ABA   | 14 | 163  | 16  | 45  | 0   | 7  | 13  | 21  | 12    | 25  | 17   |     |     | 10  | 30  | 45  | .356 | .000 | .619  | 11.6 | 3.2  | 1.8 | 1.2 |
| 1973-74   | 23   | Indiana Pacers         | ABA   | 14 | 331  | 30  | 68  | 7   | 22 | 6   | 9   | 17    | 37  | 36   | 30  | 1   | 12  | 21  | 73  | .441 | .318 | .667  | 23.6 | 5.2  | 2.6 | 2.6 |
| 1974-75   | 24   | Indiana Pacers         | ABA   | 18 | 576  | 39  | 103 | 6   | 26 | 16  | 30  | 16    | 58  | 80   | 45  | 5   | 17  | 42  | 100 | .379 | .231 | .533  | 32.0 | 5.6  | 3.2 | 4.4 |
| 1975-76   | 25   | Indiana Pacers         | ABA   | 3  | 138  | 15  | 33  | 3   | 9  | 4   | 4   | 3     | 14  | 26   | 7   | 0   | 7   | 7   | 37  | .455 | .333 | 1.000 | 46.0 | 12.3 | 4.7 | 8.7 |
| 1977-78   | 27   | Phoenix Suns           | NBA   | 2  | 76   | 4   | 11  |     |    | 0   | 0   | 0     | 5   | 4    | 4   | 0   | 1   | 3   | 8   | .364 |      |       | 38.0 | 4.0  | 2.5 | 2.0 |
| 1978-79   | 28   | Phoenix Suns           | NBA   | 15 | 512  | 47  | 116 |     |    | 24  | 33  | 17    | 55  | 52   | 23  | 5   | 15  | 31  | 118 | .405 |      | .727  | 34.1 | 7.9  | 3.7 | 3.5 |
| 1979-80   | 29   | Phoenix Suns           | NBA   | 8  | 236  | 28  | 64  | 5   | 13 | 7   | 11  | 8     | 21  | 44   | 6   | 0   | 13  | 15  | 68  | .438 | .385 | .636  | 29.5 | 8.5  | 2.6 | 5.5 |
| 1980-81   | 30   | Indiana Pacers         | NBA   | 2  | 35   | 1   | 8   | 1   | 4  | 2   | 2   | 0     | 5   | 7    | 3   | 0   | 2   | 4   | 5   | .125 | .250 | 1.000 | 17.5 | 2.5  | 2.5 | 3.5 |
| 1982-83   | 32   | Portland Trail Blazers | NBA   | 5  | 31   | 2   | 8   | 0   | 0  | 3   | 4   | 0     | 2   | 7    | 0   | 0   | 2   | 2   | 7   | .250 |      | .750  | 6.2  | 1.4  | 0.4 | 1.4 |
| 1983-84   | 33   | Kansas City Kings      | NBA   | 3  | 50   | 7   | 16  | 3   | 6  | 4   | 6   | 0     | 3   | 11   | 1   | 1   | 3   | 5   | 21  | .438 | .500 | .667  | 16.7 | 7.0  | 1.0 | 3.7 |
| Total     |      |                        | TOTAL | 84 | 2148 | 189 | 472 | 25  | 87 | 79  | 120 | 73    | 225 | 284  | 119 | 12  | 82  | 160 | 482 | .400 | .287 | .658  | 25.6 | 5.7  | 2.7 | 3.4 |
|           |      |                        | ABA   | 49 | 1208 | 100 | 249 | 16  | 64 | 39  | 64  | 48    | 134 | 159  | 82  | 6   | 46  | 100 | 255 | .402 | .250 | .609  | 24.7 | 5.2  | 2.7 | 3.2 |
|           |      |                        | NBA   | 35 | 940  | 89  | 223 | 9   | 23 | 40  | 56  | 25    | 91  | 125  | 37  | 6   | 36  | 60  | 227 | .399 | .391 | .714  | 26.9 | 6.5  | 2.6 | 3.6 |